# Blandowski Konstatin
Blandowski Konstatin (eredeti neve: Konstantin von Bledowski; amerikai névvariáns: Constantin Blandowski) (Janowitz, Felső-Szilézia, 1821. október 8. – St. Louis, Missouri, 1861. május 25.) lengyel származású hivatásos katona, harcolt a lengyel, az olasz, a magyar és az amerikai szabadságért.

## Élete
Katonai kiképzésében Drezdában részesült. Algériában harcolt a franciák oldalán, majd részt vett a lengyel szabadságharcban, amelynek 1831-es leverése után Magyarországba került, itt részt vett mint tiszt az 1848-49-es magyar szabadságharcban, a világosi fegyverletétel után Olaszországba ment, ott Garibaldi alatt harcolt a lengyel légióban. Innen Amerikába ment St. Louisba, ott a német Turnverein egyik oktatója lett. Az amerikai polgárháborúban az unionisták oldalán kapitányi rangban harcolt a 3. missouri önkéntes gyalogezredben, amely Franz Sigel vezérőrnagy parancsnoksága alá tartozott. A Camp Jackson nevű lázadó tábor elfoglalásakor meglőtték 1861 május 10-én, összetört a térdkalácsa, emiatt amputálni kellett a sérült lábát, ebbe a műtétbe belehalt 1861 május 25-én, 27-én temették el St. Louis-ban.